# Andy Portmann
Andy Portmann (* 22. Juni 1966) ist ein Schweizer Sänger. Er war unter anderem Leadsänger der Metal-Bands Ain’t Dead Yet und Felskinn, war aber als Sänger und Komponist auch an Musical-Produktionen beteiligt.

## Biografie

### Die Karriere
Bereits mit elf Jahren spielte Andy Portmann in seiner ersten Band. Damals allerdings noch als Gitarrist, später als Bassist, dann als Schlagzeuger und ab 1985 als Leadsänger. Im Laufe seiner Karriere war Andy Portmann Sänger in verschiedenen Bands im In- und Ausland. Im Jahre 1988 bekam er seine erste Musical-Rolle im Stück Casanova. 1993 kam das von ihm geschriebene Musical Living for the Musical zur Aufführung. Dazwischen, im Jahr 1991 war er in den USA, in Los Angeles, mit einer Metal-Band namens Linkage als deren Frontmann unterwegs.
Im Jahre 1995 war er als Background-Sänger bei Krokus für das Album zu To Rock or Not To Be beteiligt und war auch im Rahmen der entsprechenden Tour mit von der Partie. Die daraus entstandene Zusammenarbeit und Freundschaft zwischen Portmann und Many Maurer, dem damaligen Krokus-Bassisten und Mit-Produzenten dieses Albums, hielt über das Projekt hinaus an und führte schlussendlich dazu, dass Portmann der neue Leadsänger der von Many Maurer 1991 gegründeten Metal-Band Ain’t Dead Yet wurde.
Nach der Auflösung von Ain’t Dead Yet wendete sich Portmann vorübergehend vom Metal ab. Im Jahre 2000/2001 spielte er den Ernst-Ludwig im Musical „Cabaret“ und 2001 erschien sein erstes Soloalbum „Only With a Smile“, welches ebenfalls eher nach Pop oder Musical klingt. 2003 erscheint der Nachfolger „BroadwayPop“.
Das dritte Album von Andy Portmann erschien 2005 und führt ihn zurück ins Metal-Genre und zu einer erneuten Zusammenarbeit mit Many Maurer. Dieser unterstützte Portmann als Studiomusiker und Produzent. Felskinn wurde als Soloprojekt gestartet. Die Musiker für die Band mussten erst noch gefunden werden. Am 28. Oktober 2005 folgte dann der erste Gig im Z7 im Vorprogramm von Shakra. Neben Andy Portmann waren Stefan Schroff (Ex-Sandee) an der Gitarre, Flavio Mezzodi an den Drums und René Maurer (Ex-Gölä, Sandee) am Bass mit dabei. Letzterer wurde jedoch bereits beim nächsten Gig und durch Sarah Zaugg ersetzt, die fortan zur festen Besetzung von Felskinn gehörte. Im Jahr 2007 erschien das zweite Felskinn-Album Listen.

### Sein Leben
Portmann ist in Luzern aufgewachsen und immer noch dort wohnhaft. Sein erlernter Beruf wäre Landwirt, diesen hat er nie wirklich ausgeübt. Neben seinen Tätigkeiten als aktiver Musiker ist Portmann seit vielen Jahren als Gesangslehrer und Vocalcoach tätig. Er unterrichtete während dieser Zeit zahlreiche Schüler wie beispielsweise den Sänger Mark Sweeny ex. Crystal Ball oder den Schweizer Musiker Pee von Dada Ante Portas.

### Neues Projekt mit Many Maurer
Momentan arbeiten Andy Portmann, Many Maurer und Drummer Danny Zimmermann unter dem Bandnamen Download the Band am Debütalbum Eleven Stages of Life. Dieses Album soll anfangs 2012 erscheinen. Der Musik-Stil soll in die Richtung Ain’t Dead Yet beziehungsweise des ersten Felskinn-Albums gehen.

## Diskografie
Als Backgroundsänger mit Krokus
- To Rock or Not to Be (1995)
- Round 13 (1999)

Mit Ain’t Dead Yet
- Read Your Mind (1996)

Als Solokünstler
- Only With a Smile (2001)
- BroadwayPop (2003)

Mit Felskinn
siehe Felskinn